# 风和日丽 (电视剧)
《风和日丽》改自艾伟同名小说，由杨文军执导，李晨、马伊琍领衔主演。2012年3月28日江苏城市频道首播，6月12日起在浙江卫视、东方卫视上播出。

## 剧情
《风和日丽》讲述了杨小翼寻找自己的生父以及追寻爱情的故事。

## 演员
| 演员   | 角色   | 备注               |
| 马伊琍 | 杨小翼 |                    |
| 李晨   | 刘世军 |                    |
| 刘芸   | 米艳艳 |                    |
| 秦俊杰 | 尹南方 | 杨小翼同父異母弟弟 |
| 刘欢   | 吕维宁 |                    |
| 尤勇   | 刘云石 | 刘世军父亲         |
| 张英   | 景兰   | 刘世军母亲         |
| 吴楚   | 刘世晨 | 刘世军妹妹         |
| 陶慧敏 | 杨沪   | 杨小翼母亲         |
| 姬他   | 伍思民 |                    |
| 李克伟 | 伍师傅 | 伍思民父亲         |
| 丁嘉丽 | 夏桂花 | 伍思民母亲         |
| 鲍大志 | 饶得文 |                    |
| 鲍国安 | 尹泽桂 | 杨小翼生父         |
| 王丽云 | 周楠   |                    |
| 刘洁   | 王香兰 | 米艳艳母亲         |

## 制作
编剧林和平创作《风和日丽》时一直按着孙俪的模样描写女主角“杨小翼”，孙俪也非常喜欢这个角色，不过因为档期问题不得不婉拒制作方的邀请。
该剧是马伊琍、李晨的首度合作。
两位已经为人母的青年演员马伊琍、刘芸在戏中都以少女造型出场，饰演的角色杨小翼、米艳艳年龄跨度都从十八岁到四十多岁。不过有观众觉得马伊琍扮嫩有点雷人。